# Emilie Linder
Emilie Linder (11 octobre 1797 - 12 février 1867) est une peintre et mécène suisse.

## Jeunesse et formation
Sophia Emilie Linder naît le 11 octobre 1797 à Bâle, en Suisse, la fille du peintre Franz Lukas Linder et d'Anna Maria Dienast. Les Linders sont une famille établie bâloise de fabricants textiles. Elevée dans la foi protestante, elle devient orpheline à quinze ans. Son grand-père, Johann Konrad Dienast-Burckhardt, la prend sous sa protection et encourage son talent pour l'art.
En 1824, Emilie Linder s'installe à Munich pour débuter sa formation artistique. En tant que femme, elle n'a pas le droit de s'inscrire au cours de l'Académie des beaux-arts de Munich. Le peintre Joseph Schlotthauer devient son professeur particulier. Un ami de la famille, Johann Nepomuk von Ringseis, médecin et conseiller artistique du roi Louis Ier de Bavière, la présente à de nombreux artistes de la ville. Par son intermédiaire, elle se joint au cercle de l'écrivain Joseph Görres à Munich.[réf. nécessaire]
Elle est courtisée par Franz Xaver von Baader et Clemens Brentano mais n'épousera aucun d'eux. En 1831, le premier lui dédiera ses Quarante phrases d'un érotique religieux.
En 1825, Emilie Linder voyage en Italie du Nord et du Centre avec Joseph Schlotthauer et sa femme. Entre 1828 et 1831, elle s'installe à Rome et étudie les peintres italiens. En Italie, elle se lie d'amitié avec Johann Friedrich Overbeck, chef du mouvement nazaréen des peintres chrétiens romantiques allemands,.

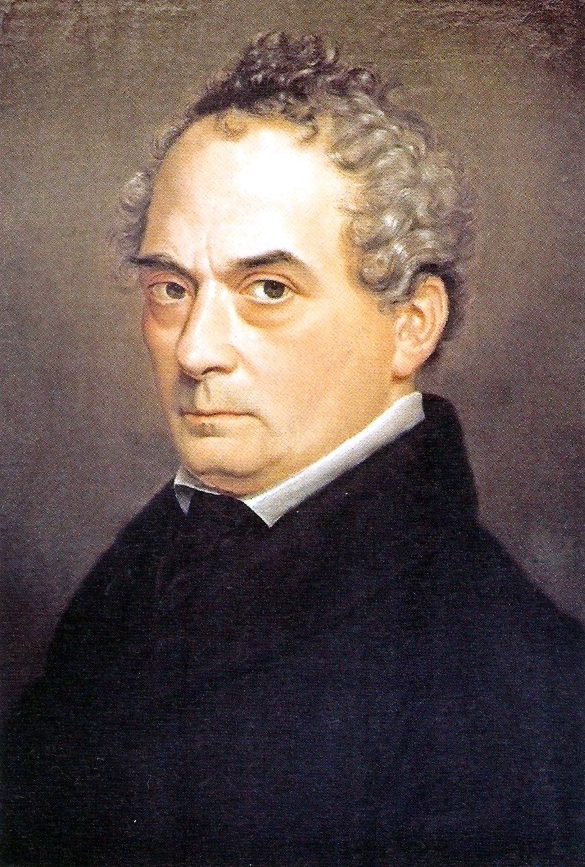
Portrait de Clemens Brentano, Emilie Linder, 1835.

In 1832, elle s'installe définitivement à Munich où elle se fait connaître comme peintre et tient un salon intellectuel et artistique.

## Peintures
Elle se convertit au catholicisme en 1843 et sa peinture devient entièrement religieuse.
Emilie Linder utilise sa fortune pour collectionner et commissioner des peintures de peintres nazaréens ou de peintres peu connus. Elle commande à Schlotthauer une copie de la Cène de Léonard de Vinci.
Elle est l'une des principales correspondantes de Clemens Brentano durant ses années de réclusion à l'Abbaye de Münster. En 1860, Ernst von Lasaulx lui dédie son ouvrage Philosophie des beaux-arts.

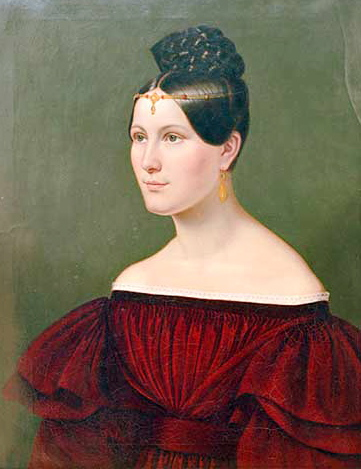
Emilie Linder - Portrait de la Baronne von Eichthal

## Héritage
En 1847, Emilie Linder fait don de toute sa collection d'art, y compris de nombreuses peintures nazaréennes majeures, à la galerie d'art publique de Bâle. Ces œuvres sont exposées ensuite au Kunstmuseum (Bâle).
Elle fait également don d'une fortune considérable au diocèse catholique de Bâle, ce qui permet de faire construire la première église catholique de la ville après la Réforme : l'Eglise Saint Marien de Bâle (de).